# Mutsuhiko Nomura
Mutsuhiko Nomura (野村六彦?, Nomura Mutsuhiko; Hiroshima, 10 febbraio 1940) è un allenatore di calcio ed ex calciatore giapponese.

## Carriera

### Club

#### Calciatore
Formatosi calcisticamente nella rappresentativa calcistica dell'Università di Chuo, passa nel 1962 all'Hitachi Head Office. Con la società di Koganei nella stagione 1965, la prima edizione della Japan Soccer League, diviene il capocannoniere del campionato con 15 reti segnate.

#### Allenatore
Ritiratosi dal calcio giocato nel 1975, diviene nel 1979 allenatore dell'Hitachi, società che guiderà sino al 1981.

### Nazionale
Ha indossato la maglia della nazionale di calcio del Giappone in una amichevole non ufficiale giocata il 9 settembre 1962 contro l'Alemannia Aachen, terminata 5 a 0 a favore dei tedeschi.